# Município de Montgomery (condado de Marion, Ohio)
O município de Montgomery (em inglês: Montgomery Township) é um município localizado no condado de Marion no estado estadounidense de Ohio. No ano de 2010 tinha uma população de 2.330 habitantes e uma densidade populacional de 31,64 pessoas por km².

## Geografia
O município de Montgomery encontra-se localizado nas coordenadas 40° 36′ 31″ N, 83° 21′ 29″ O. Segundo o Departamento do Censo dos Estados Unidos, o município tem uma superfície total de 73.64 km², da qual 73,64 km² correspondem a terra firme e (0 %) 0 km² é água.

## Demografia
Segundo o censo de 2010, tinha 2.330 habitantes residindo no município de Montgomery. A densidade populacional era de 31,64 hab./km². Dos 2.330 habitantes, o município de Montgomery estava composto pelo 96,31 % brancos, o 0,34 % eram afroamericanos, o 0,09 % eram amerindios, o 0,09 % eram asiáticos, o 1,37 % eram de outras raças e o 1,8 % eram de uma mistura de raças. Do total da população o 4,72 % eram hispanos ou latinos de qualquer raça.